# Espionagem

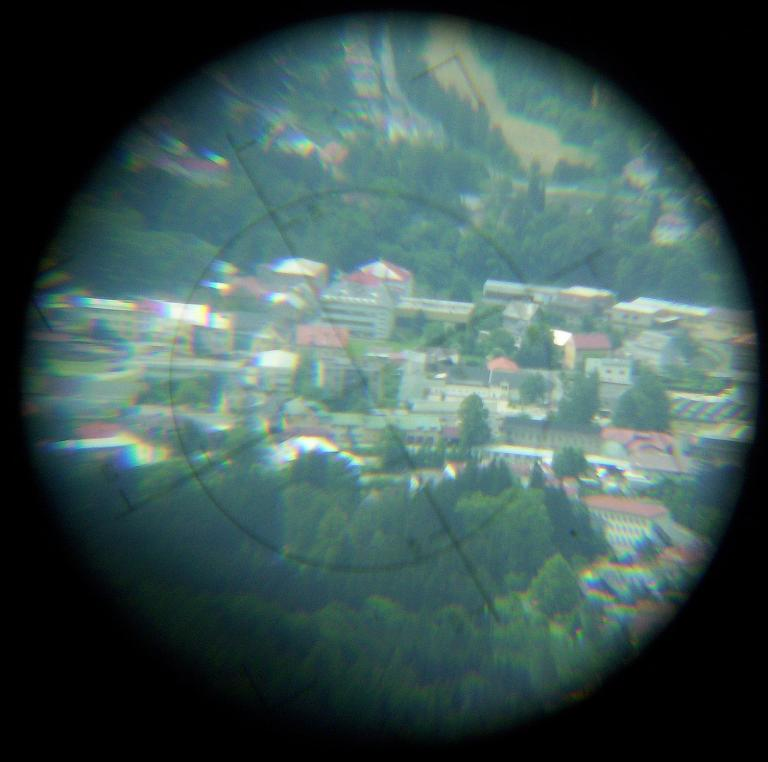
Espionagem

A  espionagem foi praticada e pensada desde a antiguidade. Segundo Sun Tzu, em A Arte da Guerra, é um ato só permitido entre beligerantes, nações, grupos guerrilheiros em guerra e/ou guerrilha. Ela tem sido parte do que normalmente chamamos de Inteligência, e consiste na prática de obter informações de caráter sigiloso relativas a governos ou organizações, sem a autorização desses, para obter certa vantagem militar, política, econômica, científica, tecnológica e/ou social.
A prática manifesta-se geralmente como parte de um esforço organizado (ou seja, como ação de um grupo governamental ou empresarial). Um espião é um agente empregado para obter tais segredos. A definição vem sendo restringida a um Estado que espia inimigos potenciais ou reais, primeiramente para finalidades militares, mas ela abrange também a espionagem envolvendo empresas, inimigas entre si concorrentes e em "guerrilha"; em  (conhecida como espionagem industrial) e pessoas físicas, através de contratação de detetives particulares, sempre quem espionagem existe um litígio. A atividade conta com aparelhos de espionagem específicos, como câmeras escondidas, grampos telefônicos e muitas outras.
Em náutica, uma espia é um tipo de cabo a que se chama também boça e serve para amarrar um navio a outro, com o fim de rebocá-lo, sempre é um cabo de grande calibre.
Segundo Marcelo de Montalvão, em Inteligência & Indústria: Espionagem e Contraespionagem Corporativa, "A Atividade de Inteligência ou Serviço de Informação ou Serviço Secreto ou Espionagem é a implementação de um sistema de coleta de dados e informações para identificação de ameaças e oportunidades para uma organização com o escopo de ajudar o líder ou tomadores de decisão na elaboração de planos estratégicos ou execução de ações táticas e operacionais de ataque, manutenção e defesa dessa organização. Informação é o produto resultado do trabalho sistemático de coleta, análise e entrega de dados e informações chamado Atividade de Inteligência".

## Etimologia e História
A palavra "espionagem" vem da palavra francesa espionner, que significa "espionar", e do italiano clássico spione. A palavra spy é originária de várias palavras antigas significando "olhar e observar", como no latim specere ou no anglo-normando espier.
Segundo Pacheco, Tal atividade é encontrada desde a antiguidade. Os assírios mantinham de Polícia Secreta chamada de “Olho do Rei”, homens que viajavam sob disfarce fazendo amizades, estabelecendo contatos e se misturando à população. Os persas não apenas aprenderam este método como o copiaram. Os romanos, por sua vez, estabeleceram quatro categorias de informantes: procursatores – batedores que iam adiante das tropas – exploratores – batedores de longo alcance, que penetravam além das linhas inimigas – speculatores – espiões localizados em território hostil – e os índices – informantes e confidentes cooptados entre os inimigos.
No Extremo Oriente o ato de “espiar” – ou seja, observar sem ser notado – pensado no clássico Arte da Guerra. Ali, Sun Tzu teria ensinado: “Se um soberano iluminado e seu comandante obtêm a vitória sempre que entram em combate e alcançam feitos extraordinários, é porque eles detêm o conhecimento prévio e podem antever o desenrolar de uma guerra”. Seguindo em seu raciocínio, Sun Tzu estabelece cinco tipos de informantes, “(…) pessoas que, claramente, conhecem as situações do inimigo” as quais. um general deveria aprender a mobilizar: os Nativos, que vivem no território inimigo; os Internos, que servem na burocracia ou exército inimigo; os Duplos, que são espiões do inimigo que aceitem trabalhar para nós; os Dispensáveis, espiões para os quais se dará informações falsas a fim de permitir que seja pego pelo inimigo, e os Sobreviventes, que são pessoas capazes de penetrar e retornar continuamente no território inimigo.
No ocidente, é do início da Idade Moderna até o século XIX que ocorre a racionalização da atividade. Nos séculos XVI e XVII, devido às relações entre os Estados Europeus, era necessário o conhecimento acerca de outras potências por parte dos governantes, e espiões com cobertura diplomática procuravam proteger segredos de Estado por meio de documentos secretos. Foi a origem moderna da criptografia, que demandou métodos de escrita secreta e, consequentemente, tentativas de decodificação nas chamadas “câmaras negras” (Black Chambers e Cabinet Noir).
Na Inglaterra, Francis Walsingham, enquanto secretário de estado de Elizabeth I (1573), tinha como uma de suas mais importantes funções “the intelligence”, ou seja, informações sobre potências estrangeiras como a Armada Espanhola em 1587. Esta sobreposição entre Diplomacia e Espionagem só foi dissipada no século XX, após a segunda Guerra Mundial, mas, ainda assim, o uso da “cobertura diplomática” é comum na atividade de Inteligência até hoje.
No século XIX, o aumento do volume das tropas e as novas tecnologias marítimas levaram a necessidade do uso do telégrafo e do rádio para comando. Ao mesmo tempo, se deu a formação das polícias como entendemos hoje, incluindo o “advento da Polícia Criminal” que não se restrinja a impedir os crimes, mas também a elucida-los, surgindo assim unidades de polícia voltadas para o trabalho investigativo e processual. Os órgãos policiais também desenvolveram segmentos voltados para a investigação e repressão a criminosos políticos, ou seja, opositores do Estado, dando origem às Polícias Secretas e ao uso da espionagem por parte destas instituições.
As duas guerras mundiais ampliaram as demandas tecnológicas acerca do trabalho de coleta de dados, e envolveu trabalhos intensos de infiltração, recrutamento de informantes e fomento de conflitos irregulares atrás das linhas inimigas. A Guerra Fria, que se seguiu, levou esta esforço a novos patamares humanos e tecnológicos, incluindo as chamadas “Operações Encobertas”.

## Espionagem governamental
Muitos serviço de inteligência de Estado usam a palavra "espionagem" no seu nome ou para descrever sua atividade de coleta de informações ou inteligência, embora todos  declarem fazer contraespionagem. Muitas nações espionam rotineiramente seus inimigos, mas também seus aliados, embora sempre o neguem. A duplicidade que envolve a utilização do termo espionagem deve-se ao facto de essa atividade ser frequentemente ditada por objectivos secretos e interesses inconfessáveis publicamente, enquanto que nos rivais ou inimigos ela é sempre denunciada e condenada.
Há incidentes envolvendo espionagem bem documentados ao longo de toda a História. A Arte da Guerra, escrito por Sun Tzu contém  informações sobre técnicas de dissimulação e subversão. Os antigos egípcios possuíam um sistema completamente desenvolvido para a aquisição de informações, e os hebreus também o usaram. Mais recentemente, a espionagem teve participação significativa na história da Inglaterra no período elizabetano. No entanto, o primeiro serviço secreto oficial foi organizado sob ordens do rei Luís XIV de França.
Em muitos países, a espionagem militar ou governamental é crime punível com prisão perpétua ou pena de morte. Nos Estados Unidos, por exemplo, a espionagem é ainda um crime capital, embora a pena de morte seja raramente aplicada nesses casos, pois em geral o governo oferece ao acusado um abrandamento da pena, em troca de informações.
A espionagem quando praticada por um cidadão do próprio estado-alvo, é geralmente considerada como uma forma de traição. Foi o caso do cidadão austríaco Franz Josef Messner, naturalizado brasileiro em 1931, com o nome de Francisco José Messner. Messner espionou para o Escritório de Serviços Estratégicos (OSS), enviando informações para Allen Dulles, em Berna, Suíça. Em contato com a resistência antinazista na Áustria, Messner fez parte do grupo de espionagem Maier-Messner-Caldonazzi, descoberto pela Gestapo em 1944. Julgado traidor, terminou por ser morto em abril de 1945, no campo de concentração de Mauthausen.
No Reino Unido, um espião estrangeiro tem pena mínima de 14 anos de prisão, de acordo com o Official Secrets Act, enquanto que um britânico que espionasse para um país estrangeiro enfrentaria uma sentença máxima de prisão perpétua por traição, caso fosse provada a sua colaboração com inimigos do país. Espionar para organizações descritas como terroristas viola o Terrorism Act 2000. Durante a Segunda Guerra Mundial os espiões alemães no Reino Unido foram executados por treachery ("traição"), um crime especial que excluía qualquer aplicação dos direitos que os soldados inimigos geralmente têm, mesmo que o espião fosse um estrangeiro naturalizado.
A Guerra Fria envolveu intensa atividade de espionagem entre os Estados Unidos e seus aliados e a União Soviética, China e seus aliados, relacionados particularmente com segredos de armas nucleares. Neste período, a Central Intelligence Agency (CIA) norte-americana de um lado e a KGB soviética de outro, foram os principais serviços de inteligência ativos.
Os espiões também se envolveram em atividades de sequestro e assassinato de pessoas consideradas como ameaça para o seu país. Também não é raro que serviços de informações trabalhem acobertando atividade paramilitar incluindo assassínio, sequestro, sabotagem, guerrilha e golpes de estado (ver: agente provocador).
Desde o fim da guerra fria, os serviços de informações e espionagem estão sobretudo preocupados com as actividades de organizações terroristas e com o narcotráfico.

## Espionagem industrial
Exemplo de espionagem industrial pelo Estado é o caso das operações da Agência de Segurança Nacional (NSA) para estabelecer parcerias com Empresas que contribuam para facilitar as interceptações de dados, como parte da execução dos seus programas de vigilância global através da vigilância de computadores e redes. Acordos são feitos pelo departamento da NSA chamado Operações de Fonte Especial (SSO). Através destas parcerias, vários países são alvos para a espionagem pela NSA.
Em 29 de março de 2014, o jornal Der Spiegel publicou documentos que mostram que como parte do programa de vigilância global a NSA, mesmo os sistemas de satélite da Alemanha, se tornaram alvo de espionagem feita pelo Government Communications Headquarters (CGHQ), membro do conhecido grupo chamado Tratado de Segurança UK-USA ou Five Eyes ("Cinco Olhos", em português).

## Espionagem Cibernética
Ao mesmo tempo em que a expansão da rede representa avanço na rapidez e disponibilidade das comunicações, também resulta em vulnerabilidades. As novas condições propiciadas pelo “mundo em rede” expõem informações sensíveis – privadas e públicas – a operações de espionagem cibernética conduzidas tanto por empresas concorrentes quanto por governos estrangeiros. Operações cibernéticas realizadas por governos ou empresas estrangeiras contra interesses de um estado buscam não apenas acessar dados existentes em sistemas e bancos de dados públicos e privados nacionais. Também almejam impedir o adequado funcionamento da infraestrutura de comunicação nacional ou, até mesmo, adulterar e destruir ativos de informação do país, o que constitui sabotagem.

## Espionagem econômica
Aparentemente sinônimos, a espionagem econômica difere da espionagem industrial pelo fato de a primeira ser promovida por um estado estrangeiro, enquanto a segunda e realizada por empresas concorrentes, nacionais ou estrangeiras. A espionagem econômica é a espionagem industrial promovida por um estado. Alguns países mantêm como política de Estado a promoção de sua indústria valendo-se de todos os meios, legais ou ilegais, éticos ou antiéticos, ou seja, se valem tanto da espionagem quanto da Inteligência Competitiva para ganhar vantagem competitiva.
Outros estados simplesmente combinam sua intenção de aperfeiçoamento industrial com a necessidade dos detentores de tecnologia por matérias-primas, mão de obra e mercado consumidor. (Exemplo: A China permitiu que fossem instaladas fábricas de produtos tecnológicos de todo o planeta mediante fortes incentivos fiscais, de exportação e mão de obra barata para, sistematicamente, se apropriar de tecnologias eletroeletrônicas e produzir produtos similares a preços muito mais competitivos).